# Le Portrait de son père
Pour plus de détails, voir Fiche technique et Distribution.
Le Portrait de son père est un film français réalisé par André Berthomieu, sorti en 1953.

## Synopsis
Syncope de Mme Dupond-Durand chez le notaire chargé de la succession de son mari : il laisse la moitié de son affaire des Galeries parisiennes à son fils Paul (Jean Richard), qu’il a eu et reconnu trente ans auparavant. La jeune Dominique, dite « Domino » (Brigitte Bardot) est, elle, contente d’avoir un demi-frère. À la ferme où habite Paul et sa mère, Paul apprend son héritage. Sa mère lui dit que son père s’est fait passer pour mort. Paul finit par partir à Paris. À Paris, il va aux Galeries : tout le monde le reconnaît pour le fils du patron, car ils se ressemblent physiquement et moralement. Paul met le comptable véreux au pas, il rembourse l’amant de Mme Dupont-Durand qui profitait des Galeries pour s’enrichir. Il se fait aimer du personnel, notamment de Marie-Louise, une jeune femme bien née qui a dû travailler pour vivre. Paul arrache Domino aux caves existentialistes et, donc, dans l'idée de l'époque, à la débauche. Il la met au rayon dessin des Galeries, où elle tombe amoureuse de Michel, un jeune dessinateur. Ils se marient et Paul leur laisse sa part des Galeries.
Paul retourne chez sa mère. Il emménage une ferme modèle, intérieur et pour les travaux des champs. Dominique et Michel viennent le voir, de retour de leur voyage de noces, avec une surprise : Marie-Louise chaleureusement accueillie par la mère de Paul.

## Fiche technique
- Titre : Le Portrait de son père
- Réalisation : André Berthomieu
- Scénario : André Berthomieu
- Dialogue : Roger Pierre
- Photographie : Georges Million
- Cadreur : Jean Bachelet
- Décors : Raymond Nègre
- Montage : Gilbert Natot
- Musique : Henri Betti
- Son : Lucien Lacharmoise
- Assistant-réalisateur : Pierre Granier-Deferre
- Pays d'origine :  France
- Format : Noir et blanc - 1,37:1 - 35 mm - Son mono
- Durée : 90 minutes
- Genre : Comédie
- Date de sortie : 
  - France : 29 octobre 1953

## Distribution
- Jean Richard : Paul
- Michèle Philippe : Marie Louise
- Brigitte Bardot : Domino
- Mona Goya : la mère de Domino
- Frédéric Duvallès : le directeur
- Maurice Biraud : Didier
- Charles Bouillaud : Martin
- Daniel Cauchy
- Max Desrau : l'employé "Gant Perrin"
- Robert Destain : l'employé qui begaie
- Mona Dol
- Max Elloy : Tricot, le chauffeur
- Paul Faivre : le notaire
- Philippe Mareuil : Michel
- Roger Pierre
- Robert Rollis : Ferdinand, l'employé "electro-ménager"
- Annick Tanguy : la fleuriste

## Autour du film
Les musiques des chansons C'est si bon (1947) et Maître Pierre (1948) sont utilisées dans le film. Elles ont été composées par Henri Betti et sont ses deux plus grands succès.
La chanson Le Beau Pedro interprétée par Armand Mestral a été écrite par Henri Betti (musique) et Jean Nohain (paroles) pour le film Soyez les bienvenus réalisé par Pierre-Louis la même année.